# Péter Máté
Péter Máté (Budapest, Hongria, 4 de febrer de 1947 - 9 de setembre de 1984) fou un cantant, compositor i pianista hongarès. Fou autor i intèrpret de més de cent cinquanta cançons i assolí un status important a la música pop hongaresa.

## Biografia
Péter Máté aprengué a cantar, a tocar el piano i la guitarra a l'edat de sis anys amb un professor particular i, des dels catorze, a una escola de música. El seu talent i la qualitat de la seva veu li va permetre ser ensenyat per mestres hongaresos com György Geszler o András Bágya. Assolí un gran coneixement musical i va començar a escriure, compondre, i interpretar la seva pròpia música. Aquestes habilitats es van demostrar importants en aconseguir la fama que li hauria d'arribar.
Després d'alguns anys amb una banda musical des de 1965, va fer els seus primers enregistraments a la Magyar Rádió el 1965, incloent-hi "Úgy várom hogy jössz-e már?, i "Mondd már", en col·laboració amb Illés. Les dues cançons, i el seu primer premi al festival musical més important del bloc de l'Est a Sotxi li va proporcionar molta fama a la zona.
Va guanyar molts premis a festivals posteriors, especialment a Cuba, Canadà, Alemanya i Irlanda. A més a més de música pop, també va ser l'autor de bandes sonores (incloent-hi la versió hongaresa de Jesucrist Superstar) i de música per a obres de teatre.
La seva creixent popularitat li va comportar un canvi al seu estil de vida, convertint-se en un gran fumador i consumidor d'alcohol, hàbits que el seu dèbil cor no va poder suportar. Va morir d'un atac de cor el 9 de setembre de 1984, als 37 anys. Va ser enterrat al Cementiri Farkasréti de Budapest, esdeveniment al que assistiren desenes de milers de seguidors.

## Discografia
- Éjszakák és nappalok (1976)
- Magány és együttlét (1978)
- Szívhangok (1980)
- Keretek között (1982)
- Selections, concert recordings and demosElmegyek (1984)
- Vagy mindent, vagy semmit (1985)
- Egy darabot a szívemből (1989)
- Emlékezz rám - In Memoriam Máté Péter (1994)
- Mondd, miért szeretsz te mást (1996)
- Rock koncertek az MR archívumából (1997)
- Rock and rablás (1997)
- Játszd el, hogy újra élsz (1998)
- A magyar tánczene csillagai (1999)
- Mondd, miért szeretsz Te mást? (1999)
- Adhatok még… (2000)
- Vallomások 2001)
- Hogyha én lennék a fény (2003)
- Emlékezz rám (2006)
- Mondd, miért szeretsz te mást (2006)
- Egy darabot a szívemből (2006)
- Álmodj csak világ (2006)
- Álomi táj (2007)